# Göllheim
Göllheim település Németországban, Rajna-vidék-Pfalz tartományban. Lakosainak száma 3879 fő (2023. december 31.).

## Népesség
A település népességének változása:
| Lakosok száma | 2690 | 3771 | 3776 | 3865 | 3855 | 3906 | 3879 |
|               | 1975 | 2015 | 2017 | 2019 | 2021 | 2022 | 2023 |